# Diclidurus
Diclidurus là một chi động vật có vú trong họ Dơi bao, bộ Dơi. Chi này được Wied-Neuwied miêu tả năm 1819. Loài điển hình của chi này là Diclidurus albus Wied-Neuwied, 1820.

## Các loài
Chi này gồm các loài:
- Diclidurus albus
- Diclidurus ingens
- Diclidurus isabella
- Diclidurus scutatus